# Dương (họ)

Họ Dương (楊) viết bằng chữ Hán

Dương (楊, 陽 hay 羊) là họ người Á Đông. Họ Dương 楊 phổ biến thứ 6 tại Trung Quốc. Họ này cũng tương đối phổ biến tại Việt Nam và xuất hiện ở một số nước châu Á khác, trong đó có Hàn Quốc (Hangul: 양)
Gồm 2 chi lớn là Dương Văn và Dương Tấn trong đó Chi Dương Văn là cành trên sinh ra Dương Tấn.
Dương và Đường viết không dấu đều thành "Duong". Để phân biệt tránh nhầm họ cũng như tránh bị đọc sai sang âm /d/ ("đờ"), một số người viết thành "Dzuong", cũng để gợi đúng âm miền Bắc /z/ ("dờ").

## Người Việt Nam
- Dương Minh Thắng, Lạc tướng thời Hùng Vương thứ 6 chống giặc Ân
- Dương Thanh, một lãnh tụ khởi nghĩa chống sự đô hộ của Nhà Đường thế kỷ IX.
- Dương Đình Nghệ, một trong các lãnh tụ khởi đầu thời kì độc lập tự chủ của Việt Nam
- Dương Như Ngọc, hoàng hậu, vợ của Ngô Quyền
- Dương Tam Kha, vua nhà Ngô
- Dương Vân Nga, thái hậu nhà Đinh, người đóng vai trò chuyển giao quyền lực từ nhà Đinh sang nhà Tiền Lê
- Dương Thị Nguyệt, một vị hoàng hậu nhà Đinh khác, người truyền dạy Trò Xuân Phả cho nhân dân.
- Dương Đường Bộc, vị tướng nhà Đinh có công giúp Đinh Bộ Lĩnh đánh dẹp 12 sứ quân.
- Dương Tự Minh, tướng thời Lý
- Dương Nhật Lễ, vua nhà Trần, con nuôi Cung Túc vương Trần Nguyên Dục và con của kép hát Dương Khương.
- Dương Trực Nguyên, đại thần nhà Lê sơ, một trong Tao đàn Nhị thập bát tú.
- Dương Đức Nhan, đại thần nhà Lê sơ, tác giả bộ Tinh tuyển chư gia luật thi.
- Dương Văn An, quan nhà Mạc
- Dương Khuê, nhà thơ thời Nguyễn
- Khôn Nghi Thái hoàng thái hậu Dương Thị Thục, Thái hoàng thái hậu cuối cùng của Việt Nam.
- Dương Bá Trạc, một trong các thành viên sáng lập Đông Kinh Nghĩa Thục
- Dương Quảng Hàm, hiệu trưởng đầu tiên của trường Bưởi (tức Chu Văn An ngày nay)
- Dương Hữu Miên, một danh tướng thời kì chiến tranh Đông Dương
- Dương Thiệu Tước, nhạc sĩ
- Dương Quân, nhà thơ trào phúng
- Dương Thu Hương, nữ nhà văn hải ngoại Việt Nam
- Dương Trung Quốc, nhà sử học
- Dương Văn Minh, Tổng thống Việt Nam cộng hòa năm 1975.
- Dương Phúc Tư, quê ở Lạc Đạo, Văn Lâm, Hưng Yên; trạng nguyên thời nhà Lê
- Dương Bích Liên, quê ở Mễ Sở, Văn Giang, Hưng Yên; họa sĩ - một trong tứ kiệt của Hội họa Việt Nam
- Dương Viên, họa sĩ, nguyên Tổng thư ký Hội Mỹ thuật tạo hình Việt Nam
- Dương Nguyệt Ánh, nữ khoa học gia người Mỹ gốc Việt
- Dương Anh Vũ, Kỷ lục gia trí nhớ học thuật Thế giới - người giữ được nhiều kỷ lục trí nhớ học thuật nhất Thế giới.[1]
- Dương Thị Lệ Thủy, Nghệ sĩ Cải lương.
- Dương Thị Thùy Vân, Nữ tiến sĩ Việt Nam đầu tiên được Mỹ cấp bằng sáng chế.
- Dương Hoàng Yến, ca sĩ nhạc trẻ Việt Nam
- Dương Trương Thiên Lý, Á hậu 2 Hoa hậu Hoàn vũ Việt Nam 2008, Giám đốc chuyên môn của Tổ chức Hoa hậu Hoàn vũ Việt Nam, đại diện Việt Nam dự thi Hoa hậu Thế giới 2008.
- Dương Gia Mỹ, diễn viên điện ảnh Việt Nam
- Dương Cường, ca sĩ, diễn viên hài Việt Nam; thành viên nhóm hài X-Pro; quán quân Người nghệ sĩ đa tài 2018
- Dương Thanh Vàng, diễn viên hài Việt Nam
- Dương Ngọc Thái, ca sĩ Việt Nam chuyên hát dòng nhạc trữ tình dân ca
- Dương Lễ, nhân vật trong vở chèo kinh điển Lưu Bình - Dương Lễ
- Dương Công Minh, doanh nhân, Chủ tịch HĐQT của Tập đoàn Him Lam và Ngân hàng Sacombank.
- Dương Thị Vân , nữ cầu thủ bóng đá
- Dương Công Trừng, tướng của Nguyễn Ánh
- Dương Thanh Sơn - Vân Sơn, nghệ sĩ hài, sáng lập Trung tâm Vân Sơn
- Dương Thanh Hải, diễn viên, đạo diễn phim truyền hình (anh trai Vân Sơn)

## Người Trung Quốc

### Họ Dương 楊
- Dương Phiêu, Thứ sử Giao Châu thời Lương
- Dương Tiễn, Nhị lang thần, Thanh Nguyên Diệu Đạo Chân Quân
- Hoàng tộc nhà Tùy: Dương Quảng, Dương Kiên, Dương Lệ Hoa
- Cha con đại thân nhà Tùy: Dương Tố, Dương Huyền Cảm
- Anh em họ Dương Quốc Trung, Dương Quý Phi (Dương Ngọc Hoàn) thời Đường Minh Hoàng
- Dương Tư Húc, tướng nhà Đường
- Dương Nghiệp, danh tướng thời nhà Tống, người đứng đầu Dương gia tướng
- Dương Diên Chiêu (hay Diên Lãng), danh tướng thời nhà Tống, con trai trưởng của Dương Nghiệp
- Dương Tái Hưng, danh tướng nhà Tống, dưới quyền Nhạc Phi
- Dương Ngạn Địch, công thần nhà Minh
- Dương Chí, nhân vật trong Thủy Hử
- Dương Tú Thanh, Đông Vương của Thái Bình Thiên Quốc
- Dương Thượng Côn, Chủ tịch nước Cộng hòa Nhân dân Trung Hoa
- Dương Chấn Ninh, nhà Vật lý đoạt Giải Nobel
- Dương Lợi Vĩ, nhà du hành vũ trụ Trung Quốc
- Dương Quan Lân, Kỳ Ma cờ tướng nổi tiếng 3lần vô địch Trung Hoa
- Dương Thừa Lâm, ca sĩ Đài Loan
- Dương Thiên Hoa, diễn viên Hồng Kông
- Dương Cung Như, diễn viên Hồng Kông
- Dương Mịch, diễn viên, ca sĩ Trung Quốc
- Dương Dương, diễn viên Trung Quốc
- Dương Dĩnh, (nghệ danh Angelababy) diễn viên Trung Quốc
- Dương Tử San, diễn viên Trung Quốc
- Dương Tử, diễn viên Trung Quốc
- Dương Khai Tuê, môt trong 4 người vợ của Mao Trạch Đông

### Họ Dương 陽
- Dương Sâm, vận động viên bóng chày Đài Loan

### Họ Dương 羊
- Dương Hỗ, nhà quân sự Tây Tấn
- Dương Hiến Dung, hoàng hậu của Tấn Huệ Đế lẫn Lưu Diệu

## Hư Cấu
Dương Quá,Nhân vật trong Thần Điêu Đại Hiệp của Kim Dung

## Người khác
- Dương Tử Quỳnh, cựu hoa hậu Malaysia, diễn viên